# Anthurium naviculare
Anthurium naviculare är en kallaväxtart som beskrevs av Eduardo Luis Martins Catharino och Marcus A. Nadruz. Anthurium naviculare ingår i släktet Anthurium och familjen kallaväxter. Inga underarter finns listade.